# Quando ho incontrato te
Quando ho incontrato te è un singolo del cantautore italiano Cosmo, pubblicato il 23 marzo 2018 come terzo estratto dal terzo album in studio Cosmotronic.

## Video musicale
Il videoclip è stato pubblicato il 23 maggio 2018 sul canale YouTube RETECOSMO.